# Dictyna
Dictyna es un género de arañas araneomorfas de la familia Dictynidae. Se encuentra en América, Eurasia, África y Oceanía.

## Lista de especies
Según The World Spider Catalog 12.0:
- Dictyna abundans Chamberlin & Ivie, 1941
- Dictyna agressa Ivie, 1947
- Dictyna alaskae Chamberlin & Ivie, 1947
- Dictyna albicoma Simon, 1893
- Dictyna albida O. Pickard-Cambridge, 1885
- Dictyna albopilosa Franganillo, 1936
- Dictyna albovittata Keyserling, 1881
- Dictyna alyceae Chickering, 1950
- Dictyna andesiana Berland, 1913
- Dictyna annexa Gertsch & Mulaik, 1936
- Dictyna apacheca Chamberlin & Ivie, 1935
- Dictyna armata Thorell, 1875
- Dictyna arundinacea (Linnaeus, 1758)
- Dictyna bellans Chamberlin, 1919
- Dictyna bispinosa Simon, 1906
- Dictyna bostoniensis Emerton, 1888
- Dictyna brevitarsa Emerton, 1915,
- Dictyna cafayate Mello-Leitão, 1941
- Dictyna calcarata Banks, 1904
- Dictyna cambridgei Gertsch & Ivie, 1936
- Dictyna cavata Jones, 1947
- Dictyna cebolla Ivie, 1947
- Dictyna cholla Gertsch & Davis, 1942
- Dictyna civica (Lucas, 1850)
- Dictyna colona Simon, 1906
- Dictyna coloradensis Chamberlin, 1919
- Dictyna columbiana Becker, 1886
- Dictyna cronebergi Simon, 1889
- Dictyna crosbyi Gertsch & Mulaik, 1940
- Dictyna dahurica Danilov, 2000
- Dictyna dauna Chamberlin & Gertsch, 1958
- Dictyna denisi (Lehtinen, 1967)
- Dictyna donaldi Chickering, 1950
- Dictyna dunini Danilov, 2000
- Dictyna ectrapela (Keyserling, 1886)
- Dictyna felis Bösenberg & Strand, 1906
- Dictyna flavipes Hu, 2001
- Dictyna fluminensis Mello-Leitão, 1924
- Dictyna foliacea (Hentz, 1850)
- Dictyna foliicola Bösenberg & Strand, 1906
- Dictyna formidolosa Gertsch & Ivie, 1936
- Dictyna fuerteventurensis Schmidt, 1976
- Dictyna gloria Chamberlin & Ivie, 1944
- Dictyna guanchae Schmidt, 1968
- Dictyna guerrerensis Gertsch & Davis, 1937
- Dictyna guineensis Denis, 1955
- Dictyna hamifera Thorell, 1872
- Dictyna idahoana Chamberlin & Ivie, 1933
- Dictyna ignobilis Kulczynski, 1895
- Dictyna incredula Gertsch & Davis, 1937
- Dictyna innocens O. Pickard-Cambridge, 1872
- Dictyna jacalana Gertsch & Davis, 1937
- Dictyna juno Ivie, 1947
- Dictyna kosiorowiczi Simon, 1873
- Dictyna laeviceps Simon, 1910
- Dictyna latens (Fabricius, 1775)
- Dictyna lecta Chickering, 1952
- Dictyna lhasana Hu, 2001
- Dictyna linzhiensis Hu, 2001
- Dictyna livida (Mello-Leitão, 1941)
- Dictyna longispina Emerton, 1888
- Dictyna major Menge, 1869
- Dictyna marilina Chamberlin, 1948
- Dictyna meditata Gertsch, 1936
- Dictyna miniata Banks, 1898
- Dictyna minuta Emerton, 1888
- Dictyna moctezuma Gertsch & Davis, 1942
- Dictyna mora Chamberlin & Gertsch, 1958
- Dictyna namulinensis Hu, 2001
- Dictyna nangquianensis Hu, 2001
- Dictyna navajoa Gertsch & Davis, 1942
- Dictyna nebraska Gertsch, 1946
- Dictyna obydovi Marusik & Koponen, 1998
- Dictyna paitaensis Schenkel, 1953
- Dictyna palmgreni Marusik & Fritzén, 2011
- Dictyna paramajor Danilov, 2000
- Dictyna peon Chamberlin & Gertsch, 1958
- Dictyna personata Gertsch & Mulaik, 1936
- Dictyna pictella Chamberlin & Gertsch, 1958
- Dictyna procerula Bösenberg & Strand, 1906
- Dictyna puebla Gertsch & Davis, 1937
- Dictyna pusilla Thorell, 1856
- Dictyna quadrispinosa Emerton, 1919
- Dictyna ranchograndei Caporiacco, 1955
- Dictyna saepei Chamberlin & Ivie, 1941
- Dictyna saltona Chamberlin & Gertsch, 1958
- Dictyna sancta Gertsch, 1946
- Dictyna schmidti Kulczynski, 1926
- Dictyna secuta Chamberlin, 1924
- Dictyna sierra Chamberlin, 1948
- Dictyna similis Keyserling, 1878
- Dictyna simoni Petrunkevitch, 1911
- Dictyna sinaloa Gertsch & Davis, 1942
- Dictyna siniloanensis Barrion & Litsinger, 1995
- Dictyna sonora Gertsch & Davis, 1942
- Dictyna sotnik Danilov, 1994
- Dictyna subpinicola Ivie, 1947
- Dictyna sylvania Chamberlin & Ivie, 1944
- Dictyna szaboi Chyzer, 1891
- Dictyna tarda Schmidt, 1971
- Dictyna terrestris Emerton, 1911
- Dictyna togata Simon, 1904
- Dictyna tridentata Bishop & Ruderman, 1946
- Dictyna trivirgata Mello-Leitão, 1943
- Dictyna tucsona Chamberlin, 1948
- Dictyna tullgreni Caporiacco, 1949
- Dictyna turbida Simon, 1905
- Dictyna tyshchenkoi Marusik, 1988
- Dictyna ubsunurica Marusik & Koponen, 1998
- Dictyna umai Tikader, 1966
- Dictyna uncinata Thorell, 1856
- Dictyna uvs Marusik & Koponen, 1998
- Dictyna uzbekistanica Charitonov, 1946
- Dictyna varians Spassky, 1952
- Dictyna vicina Simon, 1873
- Dictyna vittata Keyserling, 1883
- Dictyna volucripes Keyserling, 1881
- Dictyna vultuosa Keyserling, 1881
- Dictyna xinjiangensis Song, Wang & Yang, 1985
- Dictyna xizangensis Hu & Li, 1987
- Dictyna yongshun Yin, Bao & Kim, 2001
- Dictyna zhangmuensis Hu, 2001